# الكوشي
الكوشي هو ألبوم إستوديو للفنانين الجزائريين الشاب خالد وصافي بوتلة وهو العمل الوحيد المشترك بينهما. بعد هذا الألبوم سوف يصبح خالد أحد أهم فناني الري خارج الجزائر بينما سوف يكمل بوتلة حياته المهنية كعازف جاز في أوروبا.
أعيد إصدار الألبوم من قبل ستيرن ميوزك وانيويشن ميوزك.

## الأغاني
1. «لا كاميل» – 5:33
2. «الكوشي» – 5:59
3. «ال للا» – 5:02
4. «بارود» – 3:58
5. «الشابة» – 5:48
6. «هانا-هانا» – 5:26
7. «شاب راسي» – 5:04
8. «مينوي» – 5:51